# Championnat de Bulgarie de football 1956
Navigation
Saison précédente Saison suivante
La saison 1956 du Championnat de Bulgarie de football était la 32e édition du championnat de première division en Bulgarie. Les 12 meilleurs clubs du pays se retrouvent au sein d'une poule unique, la Vissha Professionnal Football League, où ils s'affrontent deux fois, à domicile et à l'extérieur. À la fin du championnat, le dernier du classement est relégué tandis que l'avant-dernier doit disputer une poule de promotion-relégation avec les 5 meilleurs clubs de B PFG, la deuxième division bulgare.
C'est le CDNA Sofia, tenant du titre depuis 1954, qui remporte une nouvelle fois la compétition en terminant en tête du championnat, avec cinq points d'avance sur le DSO Dinamo Sofia et 6 sur le SKNA Plovdiv. Il s'agit du 7e titre de champion de Bulgarie de l'histoire du club.

## Les 12 clubs participants
| - DSO Dinamo Sofia - CDNA Sofia - DSO Spartak Sofia - Promu de B PFG - Zavod 12 Sofia - DSO Udarnik Sofia - DSO Spartak Varna | - DSO Lokomotiv Sofia - DSO Torpedo Ruse - Promu de B PFG - DSO Spartak Plovdiv - DSO Spartak Pleven - SKNA Plovdiv - DSO Minyor Dimitrovo |

## Compétition

### Classement
Le barème utilisé pour établir le classement est le suivant :
- Victoire : 2 points
- Match nul : 1 point
- Défaite : 0 point

| Rang | Équipe               | Pts | J  | G  | N  | P | Bp | Bc | Diff |
| ---- | -------------------- | --- | -- | -- | -- | - | -- | -- | ---- |
| 1    | CDNA Sofia T         | 31  | 22 | 11 | 9  | 2 | 46 | 25 | +21  |
| 2    | DSO Dinamo Sofia C   | 26  | 22 | 8  | 10 | 4 | 30 | 24 | +6   |
| 3    | SKNA Plovdiv         | 25  | 22 | 9  | 7  | 6 | 27 | 20 | +7   |
| 4    | DSO Udarnik Sofia    | 23  | 22 | 8  | 7  | 7 | 37 | 31 | +6   |
| 5    | DSO Minyor Dimitrovo | 22  | 22 | 8  | 6  | 8 | 40 | 34 | +6   |
| 6    | DSO Spartak Plovdiv  | 21  | 22 | 7  | 7  | 8 | 28 | 29 | -1   |
| 7    | DSO Lokomotiv Sofia  | 21  | 22 | 5  | 11 | 6 | 20 | 22 | -2   |
| 8    | DSO Spartak Pleven   | 21  | 22 | 6  | 9  | 7 | 19 | 26 | -7   |
| 9    | DSO Spartak Sofia P  | 19  | 22 | 5  | 9  | 8 | 25 | 30 | -5   |
| 10   | DSO Spartak Varna    | 19  | 22 | 5  | 9  | 8 | 22 | 28 | -6   |
| 11   | Zavod 12 Sofia       | 19  | 22 | 5  | 9  | 8 | 20 | 29 | -9   |
| 12   | DSO Torpedo Ruse P   | 7   | 22 | 2  | 13 | 7 | 16 | 32 | -16  |

|  | Qualification pour la Coupe d'Europe des clubs champions 1957-1958                       |
|  | Participation à la poule de promotion-relégation                                         |
|  | Relégation directe en deuxième division                                                  |
|  | T : Tenant du titre C : Vainqueur de la Coupe de Bulgarie P : Promu de deuxième division |

### Matchs

#### Poule de promotion-relégation
L'avant-dernier de première division, le Zavod 12 Sofia retrouve les 6 meilleurs clubs de deuxième division pour se disputer les 2 places disponibles pour la prochaine saison parmi l'élite. 
| Rang | Équipe                                  | Pts | J | G | N | P | Bp | Bc | Diff |
| ---- | --------------------------------------- | --- | - | - | - | - | -- | -- | ---- |
| 1    | DSO Cherveno zname Stanke Dimitrov (D2) | 9   | 6 | 4 | 1 | 1 | 9  | 8  | +1   |
| 2    | SKNA Varna (D2)                         | 8   | 6 | 3 | 2 | 1 | 11 | 4  | +7   |
| 3    | Zavod 12 Sofia                          | 7   | 6 | 3 | 1 | 2 | 12 | 4  | +8   |
| 4    | DSO Lokomotiv Plovdiv (D2)              | 6   | 6 | 2 | 2 | 2 | 9  | 7  | +2   |
| 5    | SKNA Ruse (D2)                          | 5   | 6 | 2 | 1 | 3 | 4  | 4  | 0    |
| 6    | DSO Udarnik Stara Zagora (D2)           | 5   | 6 | 2 | 1 | 3 | 4  | 13 | -9   |
| 7    | DSO Lokomotiv Lom (D2)                  | 2   | 6 | 0 | 2 | 4 | 6  | 15 | -9   |

## Bilan de la saison
| Championnat de Bulgarie de football 1956     |                                    |
| Champion                                     | CDNA Sofia (7e titre)              |
| Coupes et trophées                           |                                    |
| Vainqueur de la Coupe de Bulgarie 1956       | DSO Dinamo Sofia                   |
| Qualifications continentales                 |                                    |
| Coupe d'Europe des clubs champions 1957-1958 | CDNA Sofia                         |
| Promotions et relégations                    |                                    |
| Promus en Vissha PFL                         | DSO Cherveno zname Stanke Dimitrov |
| Promus en Vissha PFL                         | SKNA Varna                         |
| Relégués en B PFL                            | DSO Torpedo Ruse                   |
| Relégués en B PFL                            | Zavod 12 Sofia                     |